# Bruce Mwape
Bruce Mwape (* 26. Oktober 1959) ist ein sambischer Fußballtrainer. Derzeit trainiert er die sambische Frauennationalmannschaft.

## Karriere
Seit Mai 2018 ist er Cheftrainer der sambischen Frauennationalmannschaft. Mit dieser nahm er am Olympiaturnier 2020 teil und brachte die Mannschaft über den dritten Platz beim Afrika-Cup 2022 erstmals in die Qualifikation für eine WM-Endrunde ein.
Im Vorfeld der WM-Endrunde 2023 wurden interne Ermittlungen des nationalen Verbandes, welche an die FIFA weitergeleitet hätten sollen, aus dem September 2022, ihm gegenüber publik. Diese sollen laut The Guardian auch den U17-Trainer Kaluba Kangwa betreffen. Bei den Ermittlungen geht es um den Vorwurf des sexuellen Missbrauchs von Spielerinnen. Der nationale Verband hatte die internen Ermittlungen im Oktober 2022 laut eigener Aussagen auch bereits an die Polizei weitergeleitet, hierbei fiel aber noch nicht der Name des Nationaltrainers.